# Señorita (Clementino e Nina Zilli)
Señorita è un singolo del rapper italiano Clementino e della cantante italiana Nina Zilli, pubblicato il 21 maggio 2021.

## Descrizione
Il brano ha segnato la prima collaborazione tra i due artisti e si caratterizza dal punto di vista musicale per l'unione di elementi provenienti dalla musica latina e dal reggae con quelli tratti dall'urban.

## Video musicale
Il video, diretto da Fabrizio Conte e girato presso la spiaggia di Boccadasse a Genova, è stato reso disponibile il 24 maggio 2021 attraverso il canale YouTube del rapper.

## Tracce
Testi di Rocco Pagliarulo, Clemente Maccaro, Maria Chiara Fraschetta, Alfredo Rapetti e Michele Bravi, musiche di Federica Abbate, Stefano Tognini e Mattia "Cino" Cerri.
1. Señorita – 2:51